# Adoração eucarística
Adoração eucarística (popularmente conhecida como Adoração ao Santíssimo) é uma prática devocional verificada, sobretudo, no seio da Igreja Católica, e consiste na adoração, pelos fiéis, do pão eucarístico devidamente consagrado. Este ato de veneração pode ocorrer quer com a exposição pública da Eucaristia num ostensório, quer quando as hóstias encontram-se recolhidas no sacrário. A adoração é um sinal de devoção e culto a Jesus Cristo, que, conforme a tradição católica, estaria presente em corpo, sangue, alma e divindade sob as espécies do pão consagrado. De uma perspectiva teológica, a adoração é uma forma de latria, devida à presença real de Cristo no Santíssimo

A forma de meditação cristã que se desenvolve diante da Eucaristia, e fora do contexto da missa, é conhecida como meditação eucarística, tendo sido prática corriqueira na vida de inúmeros santos da Igreja Católica, tais como São João Maria Vianney e Santa Teresinha do Menino Jesus. Autores como as beatas Concepción Cabrera de Armida e Maria Candida da Eucaristia produziram obras relatandos suas experiências místicas durante as meditações. 
À adoração da Eucaristia ininterrupta, 24 horas por dia e sete dias por semana, nomeia-se adoração perpétua. Nos monastérios e conventos, esta prática dá-se por iniciativa dos próprios monges ou monjas, enquanto que nas paróquias os próprios fiéis revezam-se para nunca deixar desassistido o Santíssimo Sacramento. 